# 東哥德人
東哥德人（英語：Ostrogoth；德語：Ostgoten），或東哥特人，是日耳曼族群哥德人的東部部落，他們在黑海以北地區崛起。東哥特有關概念被卡西奧多羅斯提出，以區分兩個不同的哥德人群體。根據羅馬歷史學家阿米阿努斯·馬塞利努斯和哥特歷史學家約達尼斯的說法，東哥德人最初可能被稱為 Greuthungi 或 Greutungi。
卡西奧多羅斯生活在東哥德人之間，為其國王狄奧多里克大帝服務。為簡化向西遷徙和留在東方的日耳曼部落之間的稱呼，卡西奧多羅斯將“東哥特”解釋為「東方哥特人」，而其他部落則被解釋為「西哥特人」，但被稱呼者並不這麼認為。西哥德人最終接受這個稱呼並將其應用到自己身上，而東哥德人很早就知道人們以這個名字稱呼他們，但兩個部落都不認為自己是「東方」或「西方」哥德人。
最先，哥德人居住在黑海沿岸地區。他們不斷入侵羅馬各行省，並成為羅馬帝國頑強且永久的困擾。 東哥德人從波羅的海向南入侵，建立一個範圍最大時期從頓河到德涅斯特河、從黑海到平斯克沼澤的王國。哥德王國在厄爾曼納里克國王統治時期勢力強大。他們與羅馬人的貿易也高度發達。 公元375年匈人入侵（參看民族大遷徙）後，許多人逃離該地區，尋求瓦倫斯皇帝統治下的羅馬帝國的保護，這些人被稱為西哥特人。留下的人群受匈人統治，但保留一定程度自主。
被匈人征服後，東哥德人在大約80年的期間裡留下不多紀錄；此後，他們作為羅馬的聯盟重新出現在多瑙河中游的潘諾尼亞。當克里米亞東哥德人中大多數遷徙至中歐時，克里米亞半島上留下了一小部分人；留在克里米亞的東哥德人在整個中世紀都保留族群認同。
西元453年匈人首領阿提拉死後，他的政權解體；格皮德人和有關族群在454年Nedao戰役後脫離匈人控制。 在東羅馬帝國芝諾皇帝影響下，東哥德人在狄奧多里克大帝的領導下先遷往莫西亞，後於488年抵達義大利半島將奧多亞塞驅逐。 狄奧多里克建立東哥德王國，但他的繼任者與東羅馬帝國發生衝突。 東羅馬帝國派將軍貝利撒留根據其政權利益使哥德人重新歸順。東哥德國王托提拉領導東哥德人抵抗東羅馬帝國；在他於約公元552年去世後，東哥德人失去自主和族群身份等，與倫巴底人融合，散居於今屬德國和法國境內的地區。
他們之中許多人信奉亞流教派基督宗教。